# Doraemon: Nobita và bản giao hưởng Địa Cầu
Doraemon: Nobita và bản giao hưởng Địa Cầu (Nhật: ドラえもん のび太の地球交響楽 Hepburn: Doraemon: Nobita no chikyū shinfonī, n.đ. Doraemon: Bản giao hưởng địa cầu của Nobita) là bộ phim hoạt hình phiêu lưu, khoa học viễn tưởng Nhật Bản năm 2024. Đây là phim điện ảnh thứ 43 trong loạt phim điện ảnh Doraemon. Bộ phim được đạo diễn bởi Imai Kazuaki, người cũng đã thực hiện hai phần phim trước đó là Nobita và đảo giấu vàng và Nobita và những bạn khủng long mới. Utsumi Teruko sẽ đảm nhận phần biên kịch cho bộ phim. Phim được công chiếu tại Nhật Bản vào ngày 1 tháng 3 năm 2024 và được công chiếu tại Việt Nam vào ngày 24 tháng 5 năm 2024.

## Nội dung
Lớp học chuẩn bị cho tiết mục hòa tấu sáo recoder trong buổi hòa nhạc của trường, Nobita thổi sáo tệ đến mức gây cười cho cả lớp. Chỉ vì nốt "No" lạc quẻ mà Jaian và Suneo còn không buông tha, thậm chí còn chọc cậu ngay cả trên đường về nhà. Về đến nhà, Nobita nhìn thấy Doraemon đã dùng cuốn Nhật kí định sẵn để ăn tháp bánh Dorayaki, nên cậu tận dụng điều đó cùng nỗi sợ chuột cuả Mèo Ú để đánh tráo báo bối đó. Có cuốn nhật kí trong tay, cậu ghi vào đó "Hôm nay không có âm nhạc. Thật là vui... để tránh tiết học âm nhạc. Hôm sau, cả thế giới bỗng nhiên náo động vì không còn âm nhạc nữa. Doraemon nhận ra cuốn sổ bị đánh tráo, nên tìm đến Nobita lấy lại cuốn nhật ký định sẵn từ cặp sách. Nhận ra hậu quả từ việc loại bỏ âm nhạc, cả hai liền xé bỏ trang nhật kí mà Nobita đã chép rồi mọi thứ trở về như bình thường. Trong khi đó, tại Viện Khoa học Vũ trụ, một bào tử lạ chui ra từ mẫu đất lấy được ở tiểu hành tinh Urashima đã lợi dụng sự hỗn loạn mà trốn khỏi phòng nghiên cứu.
Buổi chiều, Nobita vừa đi trên bờ đê vừa tập thổi sáo nhưng đều bị cười vì nốt nhạc kỳ dị mà cậu thổi ra, nên cậu chạy xuống bãi cỏ ở gần bờ sông mà bỏ cuộc. Đúng lúc đó, một cô bé kỳ lạ đứng nhìn chầm chằm vào cậu và yêu cầu cậu chơi một đoạn nhạc rồi tự mình cất giọng một bài hát kỳ lạ. Nobita dẩn cảm thấy nhẹ nhõm vì giọng hát này, nhưng khi cậu quay lại thì cô bé đó đã biến mất. Hôm sau, nhóm Nobita ra ngoài bờ sông luyện tập cho buổi hòa nhạc, Jaian và Suneo cực kỳ khó chịu mỗi khi Nobita thổi ra nốt "No" đến mức cậu dùng dằn muốn bỏ về. Bỗng chợt họ nghe giọng hát vang lên từ cô bé kỳ lạ mà Nobita đã gặp hôm trước. Cô bé cũng yêu cầu nhóm bạn chơi đoạn nhạc rồi cùng hát trên đoạn nhạc đó. Doraemon cũng góp vui với những món đồ chơi của họ được gắn Hạt robot để tấu nhạc cùng Ban nhạc cảm xúc thăng hoa đã tạo nên tiết mục ngẫu hứng ở bãi đất này, nhưng sau đó cô bé đó lại biến mất.
Chiều tối, Nobita và Doraemon nhận được tấm thiệp hẹn gặp tại phòng nhạc của trường tối nay, Nobita nhận ra con dấu trên tấm thiệp ứng với họa tiết trên áo của cô bé nọ. Nửa đêm cả nhóm Doraemon đều đến phòng nhạc ở trường cùng từ tấm thiệp mời đó. Shizuka nhìn thấy giấy ghi chú trên cây đàn piano và chơi một đoạn bài Für Elise của Beethoven như yêu cầu trên tờ giấy. Sau đó phòng chuẩn bị phát sáng kèm theo lời yêu cầu khẩn thiết và giọng hát quen thuộc, cả nhóm bạn vào trong phòng và lập tức được phóng ra ngoài vũ trụ và tiến vào một khoang tàu kỳ lạ rồi dẫn vào trong một không gian tối với kết cấu trong suốt. Cả nhóm mò mẫm xong quanh và nhận ra những kết cấu ấy phát sáng và phát ra âm thanh khi được tiếp xúc và rồi mọi người cùng tạo nên âm điệu từ kết cấu đó. Âm thanh do nhóm Nobita tạo ra ra tích tụ lại rồi phát sáng cả một vùng không gian, nắp vòm mở ra và họ thấy cô bé kỳ lạ đó là người hành tinh Museaca, Micca cùng chú robot Chapeck đang chờ sẵn. Micca cho biết cả nhóm đang ở cung điện Farre (từ mà người Museaca chỉ âm nhạc), Chapeck nhận ra nhóm Nobita là năm virtuoso - bậc thầy âm nhạc huyền thoại mà cậu đang mong chờ. Mọi người vào phòng Micca và vào kho trong phòng chứa nhạc cụ mà Chapeck sưu tầm. Nhờ bảo bối Sợi chỉ đỏ tơ hồng, Jaian, Suneo, Shizuka và Nobita lần lượt chọn được kèn Tuba, violin, trống Bongo và sáo recoder, cùng với Chứng chỉ chuyên viên âm nhạc giúp họ chơi được nhạc cụ mà mình đã chọn. Khi mọi việc đã xong, Chapeck nhấn nút vào đường ống dẫn đến loa lớn phóng ra những nơi khác trên cung điện Farre.
Đầu tiên, cả nhóm hạ cánh xuống nhà của Mortzel và Bachi, nhóm bạn trừ Nobita chơi đoạn nhạc để kích họat nước chảy bằng năng lượng Farre đó. Jaian, Suneo và Shizuke đều được thăng cấp chứng chỉ sau đó. Dòng nước chảy đến khu rừng ở gần đó, mọi người theo theo dòng chảy để vào đó. Nhóm bạn vào khu rừng âm u gặp được Takiren đang u buồn khiến thời tiết ở đó u ám. Mọi người phải chơi bản nhạc mà Chapeck biên soạn nhưng lại gây ra mưa nặng hạt, Chapeck sửa lại bản nhạc để họ chơi lại và trời liền tạnh mưa, họ được thăng cấp ngay sau đó. Takiren là robot coi sóc nơi an nghỉ của người Museaca từng sống trong cung điện Farre vốn là tàu cứu sinh của họ đã rời khỏi hành tinh mẹ sau đại họa ở đó, ông còn tiết lộ Micca là đứa trẻ Museaca duy nhất còn sống. Sau đó, nhóm bạn đi đến những khu phố trong cung điện, cùng hòa chung giai điệu với cư dân là những robot nhạc công để tạo nên buổi trình diễn đánh thức cả khu phố. Jaian và Suneo tách ra khỏi nhóm mà đi, cả hai nghe tiếng ồn ào khó chịu phát ra từ nhà máy Farre. Cả hai tiến vào bên trong nhà máy đang được Wakner sửa chữa, rồi cả ba phát hiện bào tử Noise đã xâm chiếm nơi này. Wakner yêu cầu Jaian và Suneo dùng âm nhạc diệt trừ đám Noise nhưng không làm được nên ông đẩy cả hai vào đường ống để tự mình xử lý. Cả hai theo đường ống phóng về nhà của Mortzel và Bachi nơi mọi người đang tìm. Khi tập họp đông đủ, cả nhóm trở về Trái Đất.
Ban ngày, trong khi Doraemon và nhóm Nobita chống chọi cơn buồn ngủ do thức nguyên đêm trong buổi học cuối cùng trước khi nghỉ hè, Micca và Chapeck khám phá âm nhạc ở Trái Đất. Chiều tối, Nobita phải làm hết bài tập hè trong khi Micca và Chapeck hò reo khích lệ, xong cậu tiện tay mở cuốn Nhật ký định sẵn viết Hôm nay mọi người cùng nhau đi tắm, thật là vui. khi bất chợt nghe bà Nobi nhắc nhở việc này. Nửa đêm, cậu đi xuống nhà tắm để tập thổi sáo cho tiết mục của lớp học.
Sáng hôm sau, cả nhóm tập trung tại bãi đất trống, dùng cánh cửa thần kỳ để trở lại Cung điện Farre và đến thẳng thần điện Maestro. Nobita chợt nhớ mình để quên cây sáo ở nhà, Doraemon đành dùng Máy thay đổi thời - không quay về nhà Nobi vào đêm hôm trước để lấy cây sáo. Khi mọi người bước vào thần điện, Chapeck phát hiện giáo sư Bentho đã bất động từ lâu do đã dùng cả năng lượng của chính mình để chơi nhạc mà duy trì hoạt động của cung điện cho đến khi cạn kiệt, Doraemon phải sửa chữa Bentho. Khi hồi tỉnh lại, Bentho kể lại cho nhóm bạn hành tinh Museaca vốn tràn đầy Farre từ ca hát và chơi nhạc. Đến một ngày người dân bị cấm biểu diễn bởi những kẻ có ý đồ độc quyền Farre dẫn đến hành tinh không còn tiếng nhạc, Noise từ ngoài vũ trụ kéo đến xâm chiếm Museaca khiến cư dân phải rời bỏ hành tinh mẹ. Ông cũng chỉ cho họ biết Noise sẽ lợi dụng thời điểm không có âm nhạc để tấn công, điều đó khiến cho Doraemon và Nobita hoảng hốt vì nội dung trong trang nhật ký bị xé khiến cho Noise len lỏi xuống Trái Đất, và chỉ có Farre từ âm nhạc mới khắc chế được nó. Đồng thời Bentho chỉ cho nhóm bạn chìa khóa để hồi sinh cung điện mà chỉ có thể mở được bằng cây sáo Museaca, và tiết lộ người em gái song sinh của Micca đã được gửi xuống Trái Đất cùng cây sáo Museaca từ 4 vạn năm trước, còn cô được cho ngủ đông từ đó cho đến khi thức dậy.
Nhóm bạn liền đi đến bảo tàng Uneo và tìm thấy mẫu vật cây sáo bằng xương thiên nga mà cô Hattori đã nhắc đến trong giờ âm nhạc. Doraemon nhỏ Nước hoa kỉ niệm nhỏ vào cây sáo, hình ảnh dần xuất hiện: 4 vạn năm trước, khoang thuyền chứa em gái song sinh của Micca rơi xuống gần bộ lạc của người Cro-Magnon ở khu vực thuộc Đức hiện nay. Cô bé được cư dân cưu mang cho đến khi trưởng thành và đem âm nhạc vào Trái Đất từ đó. Cây sáo bằng xương thiên nga được làm dựa theo cây sáo Museaca. Suneo nhận ra giọng ca, thần thái và giai điệu rất giống với danh ca người Đức Mina, hậu duệ của em song sinh Micca, hiện đang lưu diễn tại Nhật Bản. Micca tìm đến nơi đang tổ chức lưu diễn của Mina rồi tìm đến cô để mượn cây sáo Museaca vốn là bảo vật của gia đình mà cô đang giữ. Mina nhận ra màu tóc của Micca giống của mình nên gửi cây sáo đó cho cô. Nhóm bạn hốt hoảng vì Doraemon bất tỉnh do bị bào tử Noise xâm nhập trước đó, nên đem cậu ra bãi đất trống để dùng cây sáo Museaca loại trừ bào tử Noise nhưng Micca phát hiện cây sáo đã bị vỡ mất nốt cuối cùng từ trước. Nhóm Nobita chơi bản nhạc trong buổi hòa tấu nhưng các âm điệu xung đột với nhau, Chapeck còn đang chỉnh lại bản nhạc thì họ đã chơi lại bản hòa tấu đó hài hòa hơn và tống khứ Noise ra khỏi họng của Doraemon. Nhóm bạn nhanh chóng trở lại thần điện Maestro, Nobita và Micca vào trong thần điện mở khóa, trong khi số còn lại cùng những robot khác chống chọi đám Noise. Micca dùng cây sáo Museaca để mở khóa nhưng chìa khóa chưa mở hoàn toàn do thiếu một nốt bị vỡ của cây sáo. Noise chui vào bên trong tấn công Nobita và Micca, Nobita hốt hoảng thổi cây sáo của mình để chống trả lại mà vô tình thổi ra nốt "No" là nốt bị khuyết của sáo Museaca. Chìa khóa được mở, ngọn tháp hình cây sáo mọc lên từ nóc thân điện có thể phát Farre vang vọng ngoài không gian. Bào tử Noise bị tiêu diệt hoàn toàn khỏi cung điện Farre nhờ nguồn năng lượng đó.
Bentho cho tập hợp toàn bộ robot trong cung điện cùng nhạc cụ của mình đến quảng trường chính trước thần điện, trong khi Noise đang dần tiến về Trái Đất và cùng điện. Tất cả mọi người cùng nhóm Doraemon hòa tấu Bản giao hưởng Địa Cầu do Chapeck sáng tác. Farre từ bản hòa tấu phát ra ngăn chặn được Noise lúc đầu, nhưng nó dùng chính vòi của mình bẻ gãy ngọn tháp của thần điện, hất tung Micca và nhóm Doraemon ra ngoài không gian Vũ Trụ tĩnh lặng. Khi Nobita đang hoảng sợ trước sự im lặng, các món bảo bổi của Doraemon va chạm nhau rồi dụng vào núm điều khiển của Máy thay đổi thời - không. Từ Vũ trụ phát ra giai điệu từ nhóm bạn, những món đồ chơi của họ cùng giọng hát của Micca làm thêm một tiết mục biểu diễn ngoài không gian. Sau cùng, nhóm Doraemon, các robot trong cung điện cùng biểu diễn và hòa chung những âm thanh giai điệu từ Trái Đất làm thành chương kết của Bản giao hưởng Địa Cầu tạo nên nguồn Farre cực mạnh dưới hình chú thiên nga nuốt chửng Noise và làm tan biến nó ngay lập tức. Doraemon cầm lấy Máy thay đổi thời - không vừa va và mình liền hốt hoảng vì cả Trái Đất lẫn cung điện và tất cả mọi người đều được dịch chuyển vào nhà tắm của nhà Nobi đúng như nội dung trong Nhật ký định sẵn mà Nobita đã ghi, là lý do mà âm thanh vang vọng được ngoài Vũ Trụ.
Trong căn phòng của mình, Micca vẫn còn lưu giữ món đồ chơi của nhóm Nobita, Chapeck thông báo cho cô là cung điện Farre đã kết nối liên lạc với những tàu cứu sinh khác của cư dân Museaca nhờ buổi trình diễn vừa rồi. Ngày hội diễn văn nghệ vừa đến, tiết mục của lớp Nobita vang lân rộn ràng trong phòng âm nhạc, bổng Nobita bất chợt lại thổi lên nốt "No" kì dị đó.

## Diễn viên
| Nhân vật  | Diễn viên lồng tiếng Nhật | Diễn viên lồng tiếng Việt |
| --------- | ------------------------- | ------------------------- |
| Doraemon  | Mizuta Wasabi             | Nguyễn Thụy Thùy Tiên     |
| Nobita    | Ōhara Megumi              | Đặng Hoàng Khuyết         |
| Shizuka   | Kakazu Yumi               | Phan Hoài Thương          |
| Suneo     | Seki Tomokazu             | Thái Văn Minh Vũ          |
| Jaian     | Kimura Subaru             | Huỳnh Thiện Trung         |
| Mẹ Nobita | Mitsuishi Kotono          | Nguyễn Vũ Minh Chuyên     |
| Ba Nobita | Matsumoto Yasunori        | Hồ Chơn Nhơn              |
| Thầy giáo | Takagi Wataru             | Hồ Chơn Nhơn              |
| Hattori   | Yūki Aoi                  | Nguyễn Thị Huyền Trang    |
| Micca     | Hirano Riana              | Võ Huyền Chi              |
| Chapeck   | Kikuchi Kokoro            | Lê Vũ Kim Ngọc            |
| Mina      | Yoshine Kyoko             | Cao Thụy Thanh Hồng       |
| Bentho    | Yoshikawa Koji            | Trần Vũ                   |
| Wakner    | Ishimaru Kanji            | Trần Hoàng Sơn            |
| Mortzel   | Tamura Mutsuko            | Nguyễn Anh Tuấn           |
| Takiren   | Cho                       | Nguyễn Quang Tuyên        |

## Đội ngũ thực hiện
- Nguyên tác: Fujiko F. Fujio
- Đạo diễn: Imai Kazuaki
- Biên kịch: Utsumi Teruko
- Âm nhạc: Hattori Takayuki
- Thiết kế nhân vật: Kawake Maki
- Đạo diễn hình ảnh: Kawake Maki, Nakano Satoshi
- Bài hát chủ đề: Vaundy "Time Paradox"
- Công ty sản xuất: Shin-Ei Animation, TV Asahi và ADK

## Nhạc phim
Bài hát chủ đề của bộ phim là "Time Paradox" (タイムパラドックス Taimu Paradokkusu, n.đ. Nghịch lý thời gian) do Vaundy trình bày.

## Sản xuất

### Phát triển
Imai Kazuaki từng là đạo diễn của Doraemon: Nobita và đảo giấu vàng (2018) và Doraemon: Nobita và những bạn khủng long mới (2020). Kịch bản được viết bởi Teruko Utsumi, người đã thực hiện bộ phim hoạt hình truyền hình Doraemon từ năm 2020. Utsumi đã viết nhiều kịch bản cho anime truyền hình Doraemon'', và vào năm 2021, anh phụ trách kịch bản cho bộ phim đặc biệt về sinh nhật Doremon Ngày Dorayaki biến mất.

### Bối cảnh kịch bản
Imai Kazuaki chia sẻ ông lấy ý tưởng về câu chuyện của bộ phim trong thời gian phong tỏa vì Đại dịch COVID-19. Ông cho biết khi ông đạo diễn xong Những bạn khủng long mới, thế giới đã có nhiều thay đổi do đại dịch, trong đó trẻ em càng căng thẳng hơn do bị hạn chế tiếp xúc xã hội. Vào một ngày, ông xúc động khi thấy con trai hát to theo một chương trình hòa nhạc kết nối khán giả với nghệ sĩ biểu diễn từ xa. Ông bị ấn tượng bởi sức mạnh của âm nhạc và nảy ra ý tưởng về cuộc phiêu lưu trong thế giới âm nhạc của trẻ em cùng Doremon.

## Đón nhận

### Doanh thu phòng vé
Theo Box Office Mojo, Doraemon: Nobita và bản giao hưởng Địa Cầu thu về 4.366.266$ vào ngày ra mắt và tổng thu là 33.399.912$ toàn cầu tính đến ngày 12 tháng 10 năm 2024. Bộ phim thu về 4,31 tỷ yên (27,42 triệu $) tại Nhật Bản, trở thành bộ phim nội địa có doanh thu cao thứ chín năm 2024.